# Град у рушевинама
Град у рушевинама, такође и Уништени град или Разрушени град (енгл. Shattered City: The Halifax Explosion — Разрушени град: Халифакска експлозија), дводелна је мини-серија коју је 2003. године продуцирала Си-Би-Си телевизија (CBC). Представља фикционализовану верзију Халифакске екплозије, катастрофе из 1917. године која је разорила већину канадског града Халифакса. Режирао је Брус Питман, а сценарио написао Кит Рос Леки. Главне улоге играју Винсент Волш, Тамара Хоуп, Клер Стоун, Закари Бенет, Шона Макдоналд и Тед Дајкстра.

## Радња
Епска мини-серија драматизује упечатљив део канадске историје. Прича причу о томе како трагични инцидент поткрај Првог светског рата постаје живућа метафора сукоба светских размера, те како се Халифакс издизао из пепела опорављајући се од тешког уништења и девастације.
У јутарње сате 6. децембра 1917. године, СС Мон-Блан — теретњак у власништву Француске, натоварен с неколико хиљада тона ТНТ-а — сударио се с белгијским спасилачким бродом. Запалио се и почео кретати ка луци, и то док је усхићени народ посматрао како бурад с палубе експлодирају и лете у ваздух а посада бежала на сигурно свесна шта ће се убрзо десити. Када је ватра запалила ТНТ, дошло је до толико јаке експлозије да је страдало више од 2.000 људи, повређено још 9.000, а два квадратна километра северног Халифакса остала комплетно сравњена са земљом.
Серија се углавном фокусира на једну породицу, Колинс; најстарији син Чарли, капетан Краљевске канадске морнарице, покушава да у руинама пронађе остатак своје породице — укључујући фатално повређеног оца, затим мајку, те браћу и сестре. После се нађе као адвокат који брани капетана Мон-Блана (Ле Медек) и лучког кормилара (Франсис Маки), у парници у којој осветољубиве власти које истражују трагичну експлозију траже жртвено јагње које ће да окриве за трагедију.

## Улоге
| Глумац              | Улога                 |
| ------------------- | --------------------- |
| Винсент Волш        | капт. Чарли Колинс    |
| Шона Макдоналс      | др Барбара Пакстон    |
| Тед Дајкстра        | Франсис Маки          |
| Тамара Хоуп         | Беатрис Колинс        |
| Закари Бенет        | Ернест Мастерсон      |
| Клер Стоун          | Констанс Колинс       |
| Макс Мороу          | Кортни Колинс         |
| Пол Дусе            | капт. Ле Медек        |
| Лин Грифин          | Милисент Колинс       |
| Ричард Донат        | Патрик Колинс         |
| Гордон Мајкл Вулвет | нар. Сем Барлоу       |
| Брајан Дауни        | капт. Хорејшио Бранен |
| Џон Дансворт        | официр Леј            |
| Леон Паунал         | зап. Фредерик Вајат   |
| Кендра и Кира Риџли | Ешпан Ени             |

## Продукција
Серија је била скупа према стандардима канадске телевизије, с буџетом од 10,4 милиона долара. Си-Би-Си је, по премијери 26. октобра 2003. године у дужини од 240 минута (с рекламама), јако промовисао и приказивао заједно уз многе нефикцијске документарце. Емитовање је привукло значајан број канадске публике, око 1,5 милиона гледалаца.

## Критика
Добила је похвале за вичну употребу специјалних ефеката како би се приказала деструкција експлозије. Међутим, мини-серија је код критичара прошла поприлично лоше. Један критичар из Глоуб енд мејла описао је као „одвратно написану и одглумљену”, док је други тежио ка проналаску позитивних елемената: „Повремено, постоји упоран стручан квалитет у Граду у рушевинама.”

## Награде
Мини-серија је 2004. године освојила неколико техничких признања на додели канадске телевизијске награде Џемини (фотографија, специјални ефекти, костим и звук), али награде за режију или сценарио су изостале — освојила је једино награду за споредног глумца (Тед Дајкстра).

## Девијације
Озбиљну забринутост је изазвало приказивање историје у мини-серији. Потомци жртава експлозије и професионални историчари жалили су се на искривљавање историје и велику слободу са историјском истином. Значајна одступања укључују:
- Додавање велике подрадње са немачким шпијунима у Халифаксу (Немци су проводили веома мало значајне шпијунаже било где у Северној Америци, а нимало у Халифаксу током рата).
- У филму није приказан цунами који је дошао непосредно после експлозије, иако га се кратко помиње.
- Завера којом се ослобађа капетан СС Мон-Блана и поморски командант Фредерик Вајат остављајући кормилара Мон-Блана, Франсиса Макија, као жртвено јагње за експлозију; наиме, Вајат је једина особа послата на суђење због експлозије и накнадно је ослобођен поротом грађана Халифакса.
- Командант Вајат је приказан као британски официр (био је Канађанин) и као борац за лакшу регулацију управљања муницијом (у ствари се залагао за стриктнију регулацију) те како одбија да приђе запаљеном Мон-Блану (он се заправо укрцавао на лучки тегљач да би издавао наређења ватрогасцима када се експлозија десила). Слично овоме, капетан Ле Медек је приказан као кукавица и први који је напустио свој брод (чињенично стање је да је био последњи који га је напустио).
- У периоду после експлозије, који је био историјски веома нетачан, филм приказује само минималне капацитете пружања хитне помоћи све док америчка помоћ није стигла возом (у ствари, постојало је сасвим довољно доступних канадских ресурса и прва америчка помоћ је стигла тек након два дана).
- Један од полицајаца пита капетана Ле Медека ко је победио у хокејској утакмици претходне ноћи „Монтреал или Торонто”, на што он одговара „Монтреал, наравно”; тада официр одговара да је у питању заправо Детроит. Детроит ред вингси су ушли у НХЛ године 1926. (као Детроит кугарси). НХЛ тимови за инаугуралну сезону 1917/18 били су Монтреал Канадјенси, Монтреал вондерерси, Отава сенаторси и Торонто аренаси који су постали Торонто мејпл лифси након неколико година.